# Уттерберг, Гуннар
Нильс Гу́ннар У́ттерберг (швед. Nils Gunnar Utterberg; 28 ноября 1942, Йёнчёпинг — 12 сентября 2021) — шведский гребец-байдарочник, выступал за сборную Швеции в середине 1960-х — начале 1970-х годов. Участник трёх летних Олимпийских игр, чемпион Олимпиады в Токио, бронзовый призёр чемпионата мира, трижды серебряный призёр чемпионатов Европы, победитель многих регат национального и международного значения.

## Биография
Гуннар Уттерберг родился 28 ноября 1942 года в Йёнчёпинге. Активно заниматься греблей начал с раннего детства, проходил подготовку в местном каноэ-клубе Jönköpings Kanotklubb.
Наибольшего успеха на взрослом международном уровне добился в 1964 году, когда попал в основной состав шведской национальной сборной и благодаря череде удачных выступлений удостоился права защищать честь страны на летних Олимпийских играх в Токио. В двойках на тысяче метрах вместе с напарником Свеном-Оловом Шёделиусом обогнал всех своих соперников и завоевал тем самым золотую олимпийскую медаль. Кроме того, стартовал в четвёрках на тысяче метрах, но в финальном заезде финишировал лишь пятым, немного не дотянув до призовых позиций.
В 1967 году Уттерберг побывал на чемпионате Европы в немецком Дуйсбурге, откуда привёз две награды серебряного достоинства, выиграннуые в зачёте двухместных байдарок на дистанциях 1000 и 10000 метров. Будучи одним из лидеров гребной команды Швеции, благополучно прошёл квалификацию на Олимпийские игры 1968 года в Мехико, тем не менее, повторить успех четырёхлетней давности не смог, в паре с Ларсом Андерссоном на тысяче метрах показал в финале пятый результат.
После мексиканской Олимпиады Гуннар Уттерберг остался в основном составе шведской национальной сборной и продолжил принимать участие в крупнейших международных регатах. Так, в 1969 году он выступил на европейском первенстве в Москве, где стал серебряным призёром в километровой гонке байдарок-двоек. Год спустя отправился представлять страну на чемпионате мира в Копенгагене и получил там бронзу в четвёрках на десяти километрах. Прошёл отбор на Олимпийские игры 1972 года в Мюнхене — среди четырёхместных экипажей на дистанции 1000 метров занял в финале восьмое место. Вскоре по окончании этих соревнований принял решение завершить карьеру профессионального спортсмена, уступив место в сборной молодым шведским гребцам.